# Grupa Armii B
Grupa Armii B (niem. Heeresgruppe B) – jedna z niemieckich grup armii, uczestniczyła w agresji na Holandię i Francję oraz ataku na Związek Radziecki. 

## Formowania i walki
Utworzona w październiku 1939 roku z przemianowania przerzucanej z okupowanej  okupowanej Polski na zachód Grupy Armii Północ. Grupa Armii B była północnym skrzydłem uderzenia na Francję - atakowała przez Belgię i Holandię. 
W dalszej fazie agresji nacierała nad Sommą, w kierunku na Paryż i Atlantyk. Po zakończeniu działań na zachodzie przerzucono ją w sierpniu 1940 roku do Prus Wschodnich. Z początkiem ataku III Rzeszy na Związek Radziecki przemianowana na Grupę Armii Środek.
Ponownie utworzona w lipcu 1942 roku na południowym odcinku frontu wschodniego z przemianowania oddziałów Grupy Armii Południe. Brała udział w ofensywie letniej w 1942 roku, kierując się w stronę Stalingradu i Wołgi. W listopadzie 1942 roku została rozdzielona; jej 6 Armia i 4 Armia rumuńska znalazły się w Stalingradzie, gdzie zostały zniszczone. Po kolejnych uderzeniach Armii Czerwonej Grupa Armii B została rozbita w lutym 1943 roku, i podzielona na Grupę Armii Południe i Środek.
Kolejne utworzenie Grupy Armii B miało miejsce w Monachium w lipcu 1943 roku. Następnie Grupa Armii B znalazła się w północnych Włoszech, gdzie w listopadzie 1943 roku posłużyła do utworzenia Naczelnego Dowództwa Południe.
Ostatni raz Grupę Armii B utworzono w celu użycia na wybrzeżu kanału La Manche. Po inwazji alianckiej stanowiła północne skrzydło frontu zachodniego, podczas ofensywy w Ardenach przejęła środkowy odcinek. Grupa Armii B skapitulowała ostatecznie w Zagłębiu Ruhry w kwietniu 1945 roku.

## Dowództwo grupy armii
Dowódcy grupy armii
- Fedor von Bock ( października 1939 - 1 czerwca 1941)
- Maximilian von Weichs (15 lipca 1942 - 10 lipca 1943)
- Erwin Rommel (10 lipca 1943 - 17 lipca 1944)
- Günther von Kluge (17 lipca 1944 - 15 sierpnia 1944)
- Paul Hausser (15 sierpnia 1944 - 17 sierpnia 1944)
- Walther Model (17 sierpnia 1944 - 17 kwietnia 1945)

## Struktura organizacyjna
Jednostki organiczne
- 537 lub 605 pułk łączności

Skład w listopadzie 1939
- 4 Armia
- 6 Armia
- 18 Armia

Skład w 1940 (w czasie ataku na Holandię i Francję):
- 6 Armia
- 18 Armia
- Korpus Powietrzno-Desantowy (dowódca: Kurt Student)

Skład w lipcu 1940
- 7 Armia
- 4 Armia

Skład w styczniu 1941
- 18 Armia
- 4 Armia
- 17 Armia
- 2 Armia Pancerna
- Dowództwo Wojskowe w Generalnym Gubernatorstwie

Skład w maju 1941
- 9 Armia
- 4 Armia

Skład w sierpniu 1942
- 2 Armia
- 2 Armia (węgierska)
- 8 Armia (włoska)
- XXIX Korpus Armijny
- 6 Armia
- 4 Armia Pancerna

Skład w listopadzie 1942
- 2 Armia (węgierska)
- 8 Armia (włoska)
- 3 Armia (rumuńska)
- 6 Armia
- 4 Armia Pancerna
- 4 Armia (rumuńska)

Skład w styczniu 1943
- 2 Armia
- 2 Armia (węgierska)
- 8 Armia (włoska)
- Grupa Armijna Fretter-Pico

Skład we wrześniu 1943
- LI Korpus Armijny
- II Korpus Pancerny SS
- LXXXVII Korpus Armijny

Skład w sierpniu 1944
- 5 Armia Pancerna
- 7 Armia
- 15 Armia
- Dowództwo Wehrmachtu w Holandii

Skład w grudniu 1944
- 7 Armia
- 5 Armia Pancerna

Skład w kwietniu 1945
- 15 Armia
- 5 Armia Pancerna
- Odcinek Armijny von Lüttwitz